# Hohenems
Hohenems város Ausztria legnyugatibb tartományában, Vorarlbergben, a Dornbirni járásban. Területe 29,19 km², lakosainak száma 16 317 fő, népsűrűsége pedig 546  fő/km² (2016. január 1-jén). Az ötödik legnépesebb város Voralrlberg tartományban. A városban található egy a 16. században épült reneszánsz kastély, valamint egy zsidó múzeum. A város 432 méteres tengerszint feletti magasságban fekszik, a Constance-tótól délre.

## Fordítás
- Ez a szócikk részben vagy egészben  a   Hohenems című angol Wikipédia-szócikk ezen változatának fordításán alapul.  Az eredeti cikk szerkesztőit annak laptörténete sorolja fel. Ez a jelzés csupán a megfogalmazás eredetét és a szerzői jogokat jelzi, nem szolgál a cikkben szereplő információk forrásmegjelöléseként.